# Jana Highholder
Jana Highholder  ist ein Pseudonym, unter dem die deutsche Ärztin, Sprecherin, YouTuberin und Autorin christlicher Bücher Jana Hochhalter (* 1998 in Koblenz, Rheinland-Pfalz) auftritt.

## Leben und Wirken
Jana Hochhalter wuchs in Koblenz in einem christlichen Elternhaus zusammen mit zwei älteren Brüdern auf und hat einen freikirchlichen Hintergrund. Im Alter von sechs Jahren wurde bei ihr eine Krebserkrankung diagnostiziert.
Nach ihrem Abitur an der Integrierten Gesamtschule Koblenz studierte Hochhalter von 2016 bis 2023 an der Universität Münster Humanmedizin. Seit 2023 ist sie Ärztin und absolviert gegenwärtig die Facharztausbildung für Innere und Allgemeine Medizin. Sie promoviert im Fachbereich Palliativmedizin über die Frage, ob Spiritualität eine Ressource zur Krankheitsbewältigung bei krebskranken jungen Menschen sein könnte. Zudem ist sie als Ärztin für Ästhetische Medizin in einer Praxis für Schönheitschirurgie tätig.
Von 2014 bis 2018 war sie als Poetry-Slammerin unter dem Namen Jana Highholder in Deutschland und der Schweiz unterwegs. 2016 erschien ihr erstes Hörbuch „aufwärts – Poetry Slam Texte zwischen Himmel und Erde“. Seither schrieb sie insgesamt sieben Bücher, ebenfalls unter dem Pseudonym Jana Highholder.
Zwischen 2018 und 2020 betrieb Highholder als erste christliche YouTube-Botschafterin der Evangelischen Kirche in Deutschland (EKD) auf Vorschlag der GEP und der AEJ den Youtube-Kanal „Jana glaubt“; das Projekt war auch auf Instagram und Facebook zu finden. Im Community-Format „Wir“ sprach sie in wöchentlichen Beiträgen über die kleinen und großen Ereignisse im Leben junger Menschen, über Liebe und über ihren Glauben. Innerhalb der EKD war diese Kooperation jedoch umstritten, und die Verantwortlichen wurden unter anderem in der Zeit-Beilage Christ und Welt scharf kritisiert. Die evangelische Pfarrerin Hanna Jacobs nannte Highholder ein „trojanisches Pferd“, das „biblizistische und evangelikale Positionen“ propagiere. Der Theologe Martin Fritz, wissenschaftlicher Referent bei der Evangelischen Zentralstelle für Weltanschauungsfragen (EZW) in Berlin, bezeichnet sie als „rechtsevangelikal[e]“ und verweist auf ihre streng wörtliche Bibelauslegung sowie das Ignorieren aktueller gesellschaftlicher Fragen.
Von 2020 bis Anfang 2024 folgte eine Zusammenarbeit mit dem Kanal „Hier“. Diese beendete Hochhalter, weil sie sich nach eigenen Angaben mit der inhaltlichen Entwicklung des Kanals nicht mehr identifizieren konnte.
Seit dem 27. März 2024 betreibt sie zusammen mit der christlichen Influencerin Jasmin Neubauer den Podcast „Jana & Jasmin – In Zeiten wie diesen …“ Kira Beer, eine weitere christliche Influencerin, die Highholder und Neubauer länger beobachtet, sieht keine Radikalisierung in den Positionen, sondern lediglich einen radikalisierten Willen, „diese offensiv zu vertreten“.

## Auszeichnungen
- 2019: Hoffnungsträger-Preis der Apis[23]

## Veröffentlichungen
- Aufwärts. Poetry-Slam-Texte zwischen Himmel und Erde (Anthologie; Hörbuch-CD und Booklet), Gerth Medien, Aßlar 2016.
- Staffellauf (Anthologie; Hörbuch-CD), Gerth Medien, Aßlar 2016.
- Ebbe und Flut. Poetry-Slam-Texte über das, was bleibt (Hörbuch-CD), Gerth Medien, Aßlar 2018.
- heute ewig. Texte, die in den Kopf gehen und ins Herz, Verlag Herder, Freiburg 2019, ISBN 978-3-451-38479-0.
- Auf einmal ausgebremst. In Andreas Boppart (Hrsg.): Hoffnung: Zuversicht in Zeiten von Corona, SCM Hänssler, Holzgerlingen 2020, ISBN 978-3-7751-6091-9.
- Die Frauen der Bibel, LiebezurBibel 2020 und 2024, mit Jasmin Neubauer.
- Double the Blessing, Verlag Herder, Freiburg 2021, ISBN 978-3-451-03285-1.
- Jung und gläubig. Gedanken, die deinen Alltag verändern, SCM R. Brockhaus, Holzgerlingen 2022, ISBN 978-3-417-00014-6.
- Overflow – 137 Fragen für ein Leben in Fülle, Verlag Herder, Freiburg 2024, ISBN 978-3-451-03388-9.